# Yardbirds (álbum)
Yardbirds, comúnmente bajo otros nombres, incluyendo por el que es popular, Roger the Engineer -en español: Roger el ingeniero-, es el único álbum británico de estudio y tercero estadounidense de la banda británica de rock The Yardbirds, lanzado el 15 de julio de 1966 por Columbia-EMI. En Estados Unidos, Italia, Alemania y Francia se lanzó como Over Under Sideways Down.
Es el único álbum de la banda con el guitarrista Jeff Beck, quien grabó todos los temas y que además contiene solo temas originales. El álbum fue producido por el bajista Paul Samwell-Smith y el mánager de la banda Simon Napier-Bell.
El álbum fue incluido en el libro 1001 Álbumes que hay que oír antes de morir, y en el 2012 la revista Rolling Stone lo ubicó en el puesto 350 de su lista 500 Greatest Albums of All Time.

## Lista de canciones
Lado A
1. Lost Woman – 3:16
2. Over, Under, Sideways, Down – 2:24
3. The Nazz Are Blue – 3:04
4. I Can't Make Your Way – 2:26
5. Rack My Mind – 3:15
6. Farewell – 1:29

Lado B
1. Hot House of Omagarashid – 2:39
2. Jeff's Boogie – 2:25
3. He's Always There – 2:15
4. Turn into Earth – 3:06
5. What Do You Want – 3:22
6. Ever Since the World Began – 2:09

## Edición de EE.UU.
Lado A
1. Lost Woman
2. Over, Under, Sideways, Down
3. I Can't Make Your Way†
4. Farewell
5. Hot House of Omagarashid†

Lado B
1. Jeff's Boogie
2. He's Always There†
3. Turn into Earth†
4. What Do You Want
5. Ever Since the World Began

†Versiones diferentes a la edición inglesa.

## Personal
- Keith Relf – voz líder (excepto en "The Nazz Are Blue"), armónica
- Jeff Beck – guitarra, bajo en "Over, Under, Sideways, Down", voz líder en "The Nazz Are Blue"
- Chris Dreja – guitarra, piano, voz
- Paul Samwell-Smith – bajo, voz
- Jim McCarty – batería, percusión, voz